# تيمو بلاتل
تيمو بلاتل (بالهولندية: Timo Plattel)‏ (ولد في 12 مارس 1994) هو لاعب كرة قدم هولندي، يلعب كحارس مرمى.

## وصلات خارجية
- تيمو بلاتل على موقع قاعدة بيانات كرة القدم.إي يو (الإنجليزية)
- تيمو بلاتل على موقع Soccerbase.com (لاعب) (الإنجليزية)
- تيمو بلاتل على موقع Soccerway.com (الإنجليزية)
- تيمو بلاتل على موقع عالم كرة القدم.نت (الإنجليزية)